# Tofol
Tofol ist ein Ort in den Föderierten Staaten von Mikronesien im Pazifischen Ozean. Er liegt an der Nordostküste der Insel Kosrae. Etwa 6,5 Kilometer nordwestlich von Tofol befindet sich der Internationale Flughafen von Kosrae.
Tofol ist Hauptort des Bundesstaats Kosrae, eines der vier Bundesstaaten, die zusammen die Föderierten Staaten von Mikronesien bilden. Tofol zählt zur Gemeinde Lelu, einer kosraeischen Verwaltungseinheit, zu welcher neben dem nordöstlichen Teil der Insel Kosrae auch die kleine Insel Lelu gehört. Im Jahr 2010 zählte die Gemeinde Lelu 2160 Einwohner.